# ホソバイワベンケイ
ホソバイワベンケイ（細葉岩弁慶、Rhodiola ishidae）はベンケイソウ科イワベンケイ属の多年草。

## 特徴
北海道から東北地方の高山帯の礫地に分布する高山植物。雌雄異株で日本固有種。高さは10-25cm。近縁種のイワベンケイよりも葉が細長く縁がぎざぎざしている。花期は7-8月。やや緑がかった黄色の花を茎の先に多数、咲かせる。